# Katharine Burdekin
Katharine Penelope Burdekin (geboren als Katharine Penelope Cade am 23. Juli 1896 in Spondon, Derbyshire; gestorben am 10. August 1963 in Suffolk) war eine britische Schriftstellerin. Ihr bekanntestes Werk ist der Roman Swastika Night (deutsch als Nacht der braunen Schatten), der 1937 unter dem Pseudonym Murray Constantine erschien.

## Leben
Burdekin wuchs als jüngstes von vier Kindern in Spondon auf. Von 1907 bis 1913 studierte sie am Cheltenham Ladies’ College. 1915 heiratete sie Beaufort Burdekin und ging mit ihm nach Australien. Während des Ersten Weltkriegs arbeitete sie als Krankenschwester in einem Armeehospital und als freiwillige Helferin in Cheltenham. 1921 trennte sie sich von ihrem Mann. Mit ihren beiden Töchtern, die 1917 und 1921 geboren wurden, nach England zurückgekehrt, lebte sie ab 1926 mit ihrer Lebensgefährtin.
Fortan verdiente Burdekin ihren Unterhalt als Arbeiterin in einer Schuhfabrik, einer Druckerei und einer Getreidemühle und publizierte unter dem Autorennamen Kay Burdekin. 1922 erschien ihr erster Roman Anna Colquhoun, zu dem sie auch eine Fortsetzung schrieb, die sie aber vernichtete. Ihr dritter Roman The Burning Ring ist eine phantastische Erzählung, worin der Protagonist Besitzer eines magischen Rings ist und per Zeitreise verschiedene Epochen besucht. Fortan spielten Elemente der Fantasy in ihren zunehmend aus feministischer Perspektive geschriebenen Romanen eine wichtige Rolle. So wird in The Rebel Passion (1929) der Protagonist aus einem Kloster des 12. Jahrhunderts in eine Zukunft des 21. Jahrhunderts versetzt, wo er sich mit emanzipierten Frauen und praktizierter Eugenik konfrontiert sieht.
Nach The Rebel Passion verwendete Burdekin ausschließlich das Pseudonym Murray Constantine und hütete das Geheimnis ihrer Identität so konsequent, dass sogar noch 20 Jahr nach ihrem Tod der Verlag die Bekanntgabe ihres wirklichen Namens verweigerte.
1937 erschien dann Swastika Night, ein Roman aus einer Zukunft, in der Hitler 700 Jahre zuvor den Krieg gewonnen hat. John Clute zufolge ist dies der erste nennenswerte Roman, der dieses Science-Fiction-Sujet entwickelt. Der Roman beschreibt eine Zukunft, in der Frauen als untermenschliche Brutgeschöpfe gelten und Liebe nur zwischen Männern sein kann. Ein altes Manuskript aus dem Besitz eines Nachfahrens von Rudolf Heß erzählt aus der Zeit der Entstehung dieser Welt, als Hitler einen erfolgreichen Krieg gegen die Sowjetunion führte und die Juden vernichtet wurden und die nun herrschende misogyne Ideologie sich etablierte. Der Roman erschien erst 1995 in deutscher Sprache unter dem Titel Nacht der braunen Schatten.
1956 beendete Burdekin ihre schriftstellerischen Tätigkeiten. Erst 1985 wurde durch die Literaturwissenschaftlerin und Feministin Daphne Patai (University of Massachusetts) Burdekins Identität als Autorin von Swastika Night bekannt gemacht und ihr Werk erforscht. 1989 erschien The End of This Day’s Business, ein schon 1935 geschriebener Roman Burdekins, in dem die Verhältnisse von Swastika Night umgekehrt werden: In einem feministischen Utopia 4000 Jahre in der Zukunft gelten nun die Männer als minderwertiges Geschlecht.
Es sollen noch etwa 15 weitere unveröffentlichte Romanmanuskripte Burdekins existieren, von denen einige auch dem Titel nach bekannt sind.

## Bibliografie
- Anna Colquhoun (1922)
- The Reasonable Hope (1924)
- The Burning Ring (1927)
- St. John's Eve (Jugendbuch, 1927; auch als: The Children's Country, 1929)
- The Children’s Country (1929)
- The Rebel Passion (1929)
- William Morrow (1929)
- Quiet Ways (1930)
- The Devil, Poor Devil! (1934; als Murray Constantine)
- Proud Man (1934; als Murray Constantine)
- Swastika Night (1937; als Murray Constantine), New York : Feminist Press, 1985, Reprinting of the ed. 1937 Reprinting of the ed. 1937, ISBN 978-0-935312-56-0, introduction by Daphne Patai
  - Deutsch: Nacht der braunen Schatten. Übersetzt von Petra Heßelbarth. Unrast-Roman #3, Münster 1995, ISBN 3-928300-31-8.
- Venus in Scorpio : A Romance in Versailles (historischer Roman über Marie-Antoinette, 1940; als Murray Constantine, mit Margaret Leland Goldsmith)
- The End of This Day’s Business (1989, geschrieben 1935); New York, NY: Feminist Press at the City Univ. of New York, 1989, ISBN 1-55861-009-X

Unveröffentlicht:
- Two in a Sack (geschrieben 1920)
- No Compromise. A Political Romance (geschrieben 1930)
- Children of Jacob (geschrieben 1938)
- Father to the Man (geschrieben 1944)